# NGC 6758
NGC 6758 is een elliptisch sterrenstelsel in het sterrenbeeld Telescoop. Het hemelobject werd op 9 juni 1836 ontdekt door de Britse astronoom John Herschel.

## Synoniemen
- ESO 184-37
- AM 1909-562
- PGC 62935